# Loxosceles pilosa
Espèce
Loxosceles pilosa est une espèce d'araignées aranéomorphes de la famille des Sicariidae.

## Distribution
Cette espèce se rencontre en Afrique du Sud au Cap-du-Nord et en Namibie,.

## Taxinomie
Cette espèce a été relevée de sa synonymie avec Loxosceles spinulosa par Lotz en 2012 ou elle avait été placée par Newlands en 1975.

## Publication originale
- Purcell, 1908 : Araneae. Forschungsreise in Südafrika, 1(2). Denkschriften der Medicinisch-Naturwissenschaftlichen Gesellschaft zu Jena, vol. 13, p. 203-246 (texte intégral).